# BM Granollers
O Club Balonmano Granollers é um clube de handebol sediado em Granollers, Espanha. Atualmente compete na Liga ASOBAL.